# Campeonato de Futebol Feminino Sub-16 da OFC de 2017
O Campeonato de Futebol Feminino Sub-16 da OFC de 2017 foi a 4ª edição deste torneio bienal juvenil organizado pela Confederação de Futebol da Oceania (OFC). Disputada por jogadoras com até 16 anos, a competição foi realizada na cidade de Apia, Samoa entre 4 e 18 de agosto.
Nesta edição, o limite de idade foi reduzido de 17 para 16 anos. A seleção campeã conquistou uma vaga como representante da OFC para a Copa do Mundo Sub-17, realizada em novembro no Uruguai.

## Participantes
Em princípio, todas as 11 seleções afiliadas da OFC participariam do torneio, tornando-se o primeiro torneio onde todos os afiliados participaria. No entanto, ocorreram as desistências das seleções de Papua Nova Guiné, Ilhas Salomão e Vanuatu. Os participantes estão listado a seguir:
| Equipes participantes | Equipes participantes | Equipes participantes | Equipes participantes | Equipes participantes |
| --------------------- | --------------------- | --------------------- | --------------------- | --------------------- |
| Ilhas Cook            | Fiji                  | Nova Caledônia        | Nova Zelândia         |                       |
| Samoa                 | Samoa Americana       | Taiti                 | Tonga                 |                       |

## Sedes
O torneio foi realizado na cidade de Apia, Samoa. Os jogos ocorreram no estádio Estádio Nacional de Samoa.

## Regulamento
Na primeira fase do torneio, as oito seleções foram dividas em dois grupos com quatro cada. As seleções se enfrentam dentro dos grupos em turno único, classificando-se as duas melhores colocadas de cada. Por sua vez, as fases seguintes foi composta por jogos eliminatórios. Os critérios de desempates foram definidos:
- Saldo de gols.
- Gols marcados.
- Confronto(s) direto(s).
- Sorteio.

O torneio também outorgou uma vaga para a Copa do Mundo Sub-17. A seleção da Nova Zelândia conquistou o torneio e o direito de participar do torneio mundial no Uruguai.

## Primeira fase
O sorteio da primeira fase foi realizado em 29 de junho de 2017, na sede da OFC em Auckland, Nova Zelândia. As onze equipes foram sorteadas em um grupo de seis equipes (Grupo A) e outro com cinco equipes (Grupo B). Com base nos resultados das três edições anteriores, Nova Zelândia e Papua Nova Guiné foram as cabeças de chave nos potes, enquanto as nove equipes restantes foram colocadas em outro pote e atraídas para qualquer um dos cinco pontos restantes do Grupo.
No entanto alterações foram feitas após a retirada da seleção de Vanuatu no grupo A, e de Ilhas Salomões e Papua Nova Guiné no grupo B. A seleção de Tonga passou do grupo A para o B, para que ambos tivessem quatro equipes. A programação também foi alterada, o torneio encerraria uma semana antes do previsto originalmente.

### Grupo A
| Seleções       | Pts. | J | V | E | D | GM | GC | SG  |
| -------------- | ---- | - | - | - | - | -- | -- | --- |
| Nova Zelândia  | 9    | 3 | 3 | 0 | 0 | 32 | 1  | +31 |
| Nova Caledônia | 6    | 3 | 2 | 0 | 1 | 8  | 8  | 0   |
| Samoa          | 3    | 3 | 1 | 0 | 2 | 4  | 14 | −10 |
| Taiti          | 0    | 3 | 0 | 0 | 3 | 2  | 23 | −21 |

### Grupo B
| Seleções        | Pts. | J | V | E | D | GM | GC | SG  |
| --------------- | ---- | - | - | - | - | -- | -- | --- |
| Fiji            | 7    | 3 | 2 | 1 | 0 | 6  | 1  | +5  |
| Ilhas Cook      | 6    | 3 | 2 | 0 | 1 | 7  | 3  | +4  |
| Tonga           | 4    | 3 | 1 | 1 | 1 | 7  | 4  | +3  |
| Samoa Americana | 0    | 3 | 0 | 0 | 3 | 2  | 14 | −12 |

## Fase final
|  | Semifinal           | Semifinal      |                     |   | Final | Final |
|  |                     |                |                     |   |       |       |
|  | 15 de agosto – Apia |                |                     |   |       |       |
|  |                     |                |                     |   |       |       |
|  | Nova Zelândia       | 9              |                     |   |       |       |
|  | Nova Zelândia       | 9              | 18 de agosto – Apia |   |       |       |
|  | Ilhas Cook          | 0              |                     |   |       |       |
|  | Ilhas Cook          | 0              | Nova Zelândia       | 6 |       |       |
|  | 15 de agosto – Apia |                | Nova Zelândia       | 6 |       |       |
|  |                     | Nova Caledônia | 0                   |   |       |       |
|  | Fiji                | Nova Caledônia | 0                   | 2 |       |       |
|  | Fiji                |                |                     | 2 |       |       |
|  | Nova Caledônia      | 4              |                     |   |       |       |
|  | Nova Caledônia      | 4              |                     |   |       |       |

## Premiação
| Campeonato de Futebol Feminino Sub-16 da OFC de 2017 |
| Nova Zelândia                                        |
| ---------------------------------------------------- |
| Nova Zelândia Campeã (4.º título)                    |

### Individuais
Os seguintes prêmios foram entregues no final do torneio.
| Prêmio           | Jogadora |
| ---------------- | -------- |
| Bola de ouro     | Hahn     |
| Chuteira de ouro | Brown    |
| Luva de ouro     | Hnamano  |
| Fair Play        | Tonga    |